# Aneomochtherus hungaricus
Aneomochtherus hungaricus là một loài ruồi trong họ Asilidae. Aneomochtherus hungaricus được Engel miêu tả năm 1927. Loài này phân bố ở vùng Cổ Bắc giới.